# Liste der Stolpersteine in der Valencianischen Gemeinschaft

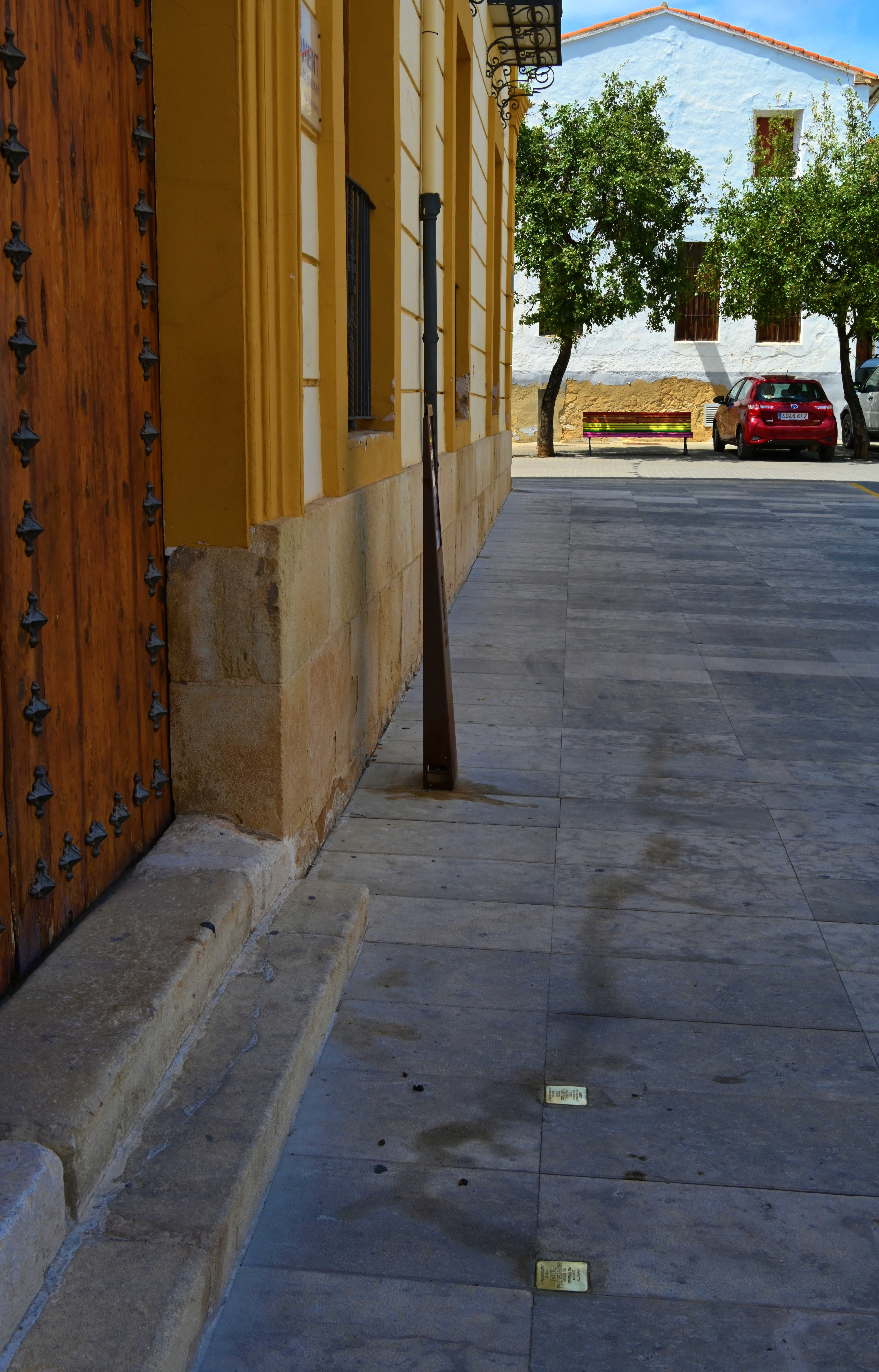
Stolpersteine in Aielo de Malferit

Die Liste der Stolpersteine in der Valencianischen Gemeinschaft enthält die Stolpersteine in der Valencianischen Gemeinschaft, einer autonomen Gemeinschaft an der spanischen Mittelmeerküste, die vom Künstler Gunter Demnig verlegt wurden. Stolpersteine erinnern an das Schicksal der Menschen, die von den Nationalsozialisten ermordet, deportiert, vertrieben oder in den Suizid getrieben wurden. Sie liegen im Regelfall vor dem letzten selbstgewählten Wohnsitz des Opfers.
Die ersten Verlegungen in Spanien erfolgten am 9. April 2015 in Navàs und El Palà de Torroella. Auf Spanisch werden Stolpersteine piedras de la memoria (Erinnerungssteine) genannt.
Die erste Valencianische Gemeinde, die sich dem Projekt Stolpersteine anschloss war Paterna am 5. Mai 2021.

## Verlegte Stolpersteine

### Aielo de Malferit
In Aielo de Malferit wurden zwei Stolpersteine verlegt.
| Stolperstein | Übersetzung                                                                                              | Verlegeort                           | Name, Leben                          |
| ------------ | --- | ------------------------------------ | ------------------------------------ |
|              | IN AIELO DE MALFERIT LEBTE MIGUEL BELDA BELDA GEBOREN 1918 EXIL DEPORTIERT 1940 MAUTHAUSEN-GUSEN BEFREIT | Plaça del Palau, 2 Aielo de Malferit | Miguel Belda Belda (1918-1995)       |
|              | IN AIELO DE MALFERIT LEBTE PAULETTE WEIL GRUMBACHER GEBOREN 1903 DEPORTIERT 1944 AUSCHWITZ BEFREIT       | Plaça del Palau, 2 Aielo de Malferit | Paulette Weil Grumbacher (1903-1987) |

### Ontinyent
In Ontinyent wurden neun Stolpersteine an sieben Adressen verlegt.
| Stolperstein | Übersetzung | Verlegeort                        | Name, Leben                              |
| ------------ | --- | --------------------------------- | ---------------------------------------- |
|              | IN ONTINYENT LEBTE MADRICH BERLINER LUFTIG GEBOREN 1938 EXIL DEPORTIERT 1942 AUSCHWITZ-BIRKENAU ERMORDET 12.9.1942               | Av. de Sant Francesc, 5 Ontinyent | Madrich Berliner Luftig (1938–1942)      |
|              | IN ONTINYENT LEBTE RAFAEL DONAT VIDAL GEBOREN 1911 EXIL DEPORTIERT 1941 MAUTHAUSEN-GUSEN ERMORDET 16.10.1942 SCHLOSS HARTHEIM    | C/ La Llosa, 42 Ontinyent         | Rafael Donat Vidal (1911–1942)           |
|              | IN ONTINYENT LEBTE VICENTE GANDIA REIG GEBOREN 1912 EXIL DEPORTIERT 1941 MAUTHAUSEN, VÖCKLABRUCK TERNBERG-REDL-ZIPF BEFREIT      | C/ Cordellat 6 Ontinyent          | Vicente Gandía Reig (1912–1992)          |
|              | IN ONTINYENT LEBTE JOSÉ MARÍA MARTÍ BELDA GEBOREN 1914 EXIL DEPORTIERT 1941 MAUTHAUSEN, DACHAU BUCHENWALD MITTELBAU-DORA BEFREIT | Av. dos de maig, 26 Ontinyent     | José María Martí Belda (1914–1992)       |
|              | IN ONTINYENT LEBTE EUSEBIO PIMENTEL PERELLÓ GEBOREN 1913 EXIL DEPORTIERT 1942 MAUTHAUSEN-EBENSEE BUCHENWALD SALZBURG BEFREIT     | Plaça Major, 1 Ontinyent          | Eusebio Pimentel Perelló (1913–1996)     |
|              | IN ONTINYENT LEBTE VICENTE SAIS MICÓ GEBOREN 1916 EXIL DEPORTIERT 1940 MAUTHAUSEN-GUSEN ERMORDET 27.11.1941                      | Plaça Major, 1 Ontinyent          | Vicente Sais Micó (1916–1941)            |
|              | IN ONTINYENT LEBTE FRANCISCO SANTAMARÍA TORTOSA GEBOREN 1904 EXIL DEPORTIERT 1941 MAUTHAUSEN-GUSEN ERMORDET 5.3.1942             | C/ Trinitat, 22 Ontinyent         | Francisco Santamaría Tortosa (1905–1942) |
|              | IN ONTINYENT LEBTE RAFAEL TORRÓ GARRIGÓS GEBOREN 1907 EXIL DEPORTIERT 1941 MAUTHAUSEN ERMORDET 24.4.1944                         | Plaça Major, 1 Ontinyent          | Rafael Torró Garrigó (1907–1944)         |
|              | IN ONTINYENT LEBTE GONZALO UREÑA DONAT GEBOREN 1897 EXIL DEPORTIERT 1940 MAUTHAUSEN ERMORDET 12.12.1940                          | Carrer Església, 9 Ontinyent      | Gonzalo Ureña Donat (1897–1940)          |

### Paterna
In Paterna wurden bisher drei Stolpersteine an einer Stelle verlegt.
| Stolperstein | Übersetzung                                                                                         | Verlegeort                         | Name, Leben                      |
| ------------ | --------------------------------------------------------------------------------------------------- | ---------------------------------- | -------------------------------- |
|              | IN PATERNA LEBTE MIGUEL LIERN BARERÁ GEBOREN 1907 DEPORTIERT 1941 MAUTHAUSEN 1942 DACHAU BEFREIT    | Plaça Enginyer Castells, 1 Paterna | Miguel Liern Barberá (1907–1971) |
|              | IN PATERNA LEBTE JOSÉ MARTÍ OLIVA GEBOREN 1910 DEPORTIERT 1941 MAUTHAUSEN-GUSEN ERMORDET 25.12.1941 | Plaça Enginyer Castells, 1 Paterna | José Martí Oliva (1910–1944)     |
|              | IN PATERNA LEBTE MANUEL PERIS ALFONSO GEBOREN 1909 DEPORTIERT 1941 MAUTHAUSEN-GUSEN BEFREIT         | Plaça Enginyer Castells, 1 Paterna | Manuel Peris Alfonso (1909–1983) |

### Vinaròs
In Vinaròs wurde ein Stolperstein verlegt.
| Stolperstein | Übersetzung                                                                             | Verlegeort                      | Name, Leben                         |
| ------------ | --------------------------------------------------------------------------------------- | ------------------------------- | ----------------------------------- |
|              | HIER LEBTE FRANCISCO BATISTE BAILE GEBOREN 1919 EXIL DEPORTIERT 1941 MAUTHAUSEN BEFREIT | Carrer de Sant Josep 65 Vinaròs | Francisco Batiste Baila (1919–2007) |

## Plagiate
Im Parque de la Glorieta von Requena wurden am 21. August 2018 drei Nachahmungen der Stolpersteine verlegt. Sie sind Bonifacio Domínguez García, Francisco Martínez Aser und Eugenio Ortiz García gewidmet, die alle im Konzentrationslager Mauthausen bzw. im Außenlager Gusen ermordet wurden.

## Verlegedaten
- 5. Mai 2021: Paterna
- 5. Mai 2023: Vinaròs
- 27. Januar 2024: Aielo de Malferit, Ontinyent